# Manden fra New York
Manden fra New York er en amerikansk stumfilm fra 1920 af George D. Baker.

## Medvirkende
- William Faversham som Victor Jones / Earl of Rochester
- Hedda Hopper
- Violet Reed som Lady Plinlimon
- Radcliffe Steele som Sir Patrick Spence
- Claude Payton som Maniloff
- Mathilde Brundage
- Emily Fitzroy
- Downing Clark